# Große Synagoge (Edirne)

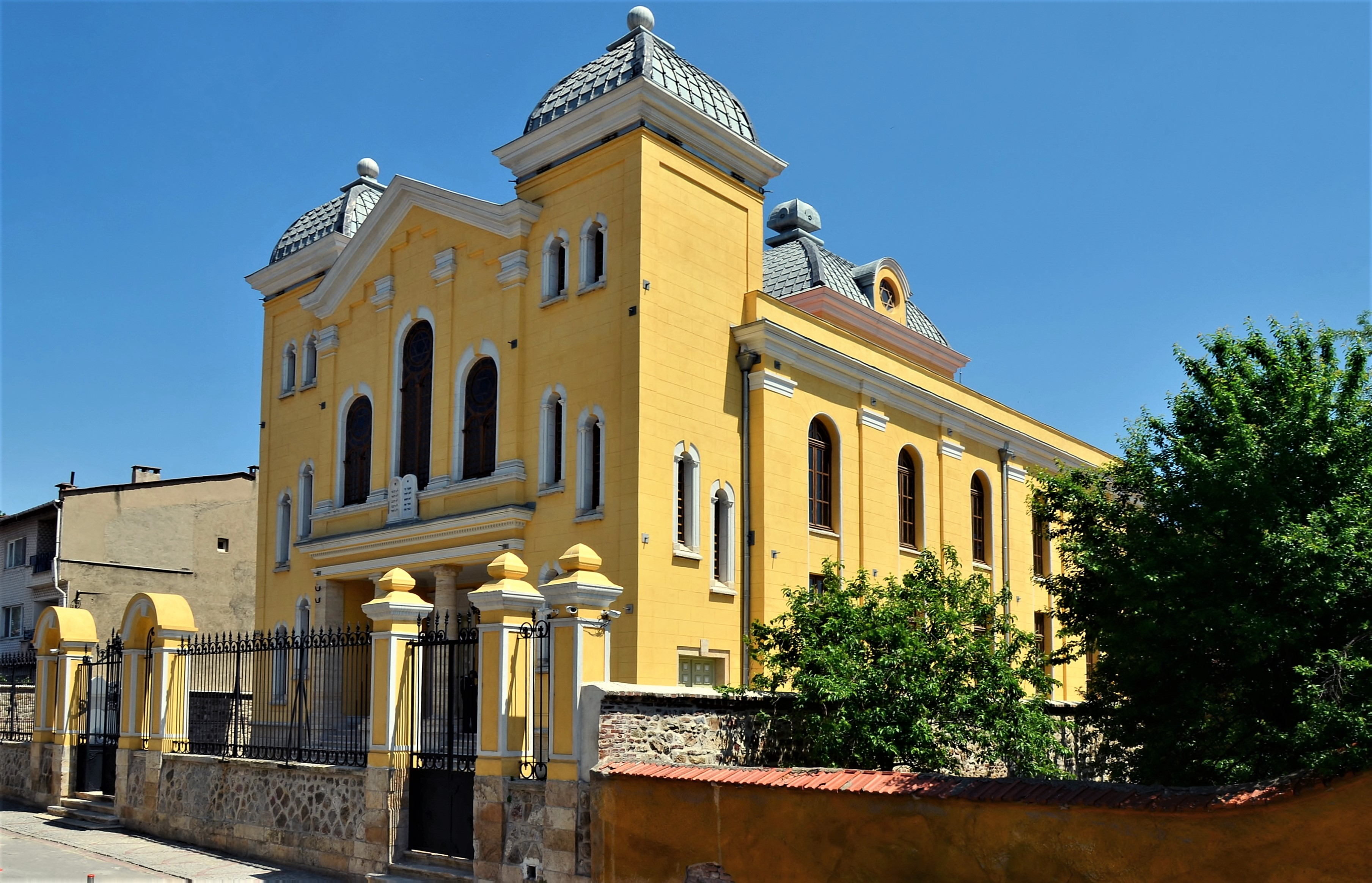
Seitenansicht der Synagoge von Edirne (2015)

Die Große Synagoge von Edirne (türkisch Edirne Büyük Sinagoğu) ist eine historische und zwischen 1969 und 2015 aufgegebene sephardische Synagoge, die sich in der Maarif Caddesi 10 in der türkischen Stadt Edirne befindet. Die Synagoge, die größte der Türkei und auf der Balkanhalbinsel sowie die drittgrößte in Europa nach der Großen Synagoge in Budapest und der Großen Synagoge in Pilsen, wurde nach einer Restauration am 26. März 2015 wiedereröffnet.
Die Große Synagoge wurde ab dem Jahre 1906 vom Architekten France Depré unter dem Sultan Abdülhamid II. errichtet, nachdem ein Brand im Jahre 1905 sämtliche Synagogen in der Stadt zerstörte. Die Synagoge wurde entsprechend dem Architekturmodell des Leopoldstädter Tempels in Wien im Jahre 1909 vollendet. 1969 war sie wieder die einzige Synagoge der Stadt. Sie konnte 1200 Gemeindemitglieder fassen, 900 Männer und 300 Frauen.
Die Große Synagoge wurde bis 1983 genutzt, seitdem hatte die Stadt keine genutzte Synagoge mehr. Seit 2010 stand die Synagoge auf der Liste für geplante Restaurierungen des Generaldirektorats für Stiftungen (Vakıflar Genel Müdürlüğü). Nach der Restaurierung wurde die Synagoge mit einem jüdischen Morgengebet, dem Schacharit, unter der Anwesenheit des stellvertretenden Ministerpräsidenten Bülent Arınç und dem Oberrabiner der Türkei (Chacham Baschi), Ishak Haleva, wieder eingeweiht.